# 卡卡韦洛斯
卡卡韦洛斯，是西班牙卡斯蒂利亚-莱昂莱昂省的一个市镇。总面积32.66平方公里，2010年普查人口總數為5,498人，人口密度為每平方公里168人。